# Dentobunus quadrispinosus
Dentobunus quadrispinosus is een hooiwagen uit de familie Sclerosomatidae.